# 贝勒巴
贝勒巴（法語：Bellebat，法語發音：[bɛlba]）是法国吉伦特省的一个市镇，属于朗贡区。

## 地理
贝勒巴（44°44'21"N, 0°13'0"W）面积4.87 平方千米，位于法国新阿基坦大区吉倫特省，该省份为法国西南部沿海省份，是法國本土面积最大的省，北起滨海夏朗德省，西临大西洋，南至朗德省，东南接洛特-加龍省，东临多爾多涅省。
与贝勒巴接壤的市镇（或旧市镇、城区）包括：法莱拉、拜尼欧、塞萨克、蒙蒂尼亚克、塔尔贡。

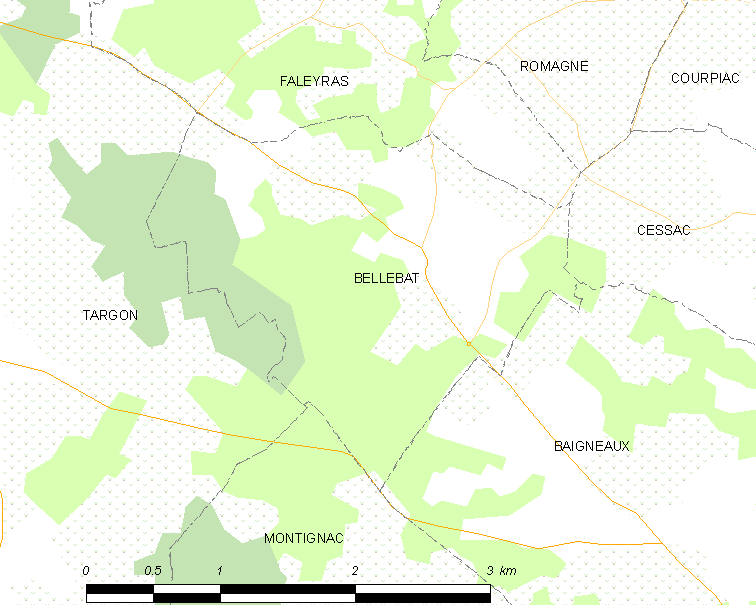
贝勒巴的OSM定位图

贝勒巴的时区为UTC+01:00、UTC+02:00（夏令时）。

## 行政
贝勒巴的邮政编码为33760，INSEE市镇编码为33043。

## 政治
贝勒巴所属的省级选区为海间县。

## 人口

1962-2008年间贝勒巴人口变化图示

贝勒巴于2022年1月1日时的人口数量为326人。